# Хаитов, Муса Рахимович
Муса́ Рахи́мович Хаи́тов (род. 31 августа 1979, Москва) — российский учёный-иммунолог. Доктор медицинских наук, профессор, член-корреспондент РАН (2016), академик РАН (2025). Директор ФГБУ «ГНЦ Институт иммунологии» ФМБА России.

## Биография
Родился 31 августа 1979 года в Москве в семье аллерголога и иммунолога академика Р. М. Хаитова (1944—2022), руководившего с 1988 по 2014 год Институтом иммунологии. Ещё в 15-летнем возрасте устроился работать лаборантом в Институт иммунологии.
Окончил РНИМУ им. Н. И. Пирогова с красным дипломом, после чего поступил младшим научным сотрудником в Институт иммунологии, через полтора года защитил кандидатскую диссертацию.
С 2004 по 2006 год работал в Имперском колледже Лондона. В 2008 году окончил с отличием Академию народного хозяйства при Правительстве РФ (АНХ). Выпускник Президентской программы подготовки управленческих кадров для организаций народного хозяйства Российской Федерации (2011)
Является заведующим лабораторией персонализированной медицины и молекулярной иммунологии ФГБУ «ГНЦ Институт иммунологии» ФМБА России. В 2014 году М. Р. Хаитов утверждён приказом ФМБА исполняющим обязанности директора Института иммунологии. В 2018 году назначен директором ФГБУ «ГНЦ Института иммунологии» ФМБА России. С 2016 года входит в состав Совета по проблемам профилактики наркомании при Совете Федерации РФ.
Член исполкома Европейской академии аллергии и клинической иммунологии (EAACI), вице-президент Российской ассоциации аллергологов и клинических иммунологов (с 2013 года). Эксперт РНФ (с 2014), РФФИ (с 2015), Фонда «Сколково», Российской академии наук (с 2016).
Автор более 200 научных публикаций. Под научным руководством М. Р. Хаитова защищены 7 кандидатских и 1 докторская диссертация.
Награждён золотой медалью им. И. М. Сеченова II степени. Лауреат премий Правительства Российской Федерации для молодых учёных в области науки и техники 2007 г., Алферовского фонда за лучшую научно-исследовательскую работу в области естественных наук для молодых ученых (номинация — Бионанотехнологии 2008). В 2018 году удостоен почетной награды Венского Медицинского Университета в номинации «Лучший совместный научный проект».
Член редколлегий журналов «Иммунология», «Российский аллергологический журнал», «Аллергология и иммунология», «Медицина экстремальных ситуаций».
Женат, воспитывает четверых детей.